# Gordon Dunn
Gordon Glover Dunn, detto Slinger (Portland, 16 aprile 1912 – San Francisco, 26 luglio 1964), è stato un discobolo e pesista statunitense.

## Palmarès

### Olimpiadi
- Argento a Berlino 1936 nel lancio del disco.